# Jinrui wa Suitai Shimashita
'Jinrui wa Suitai Shimashita (人類は衰退しました?)' (lit. El declive de la humanidad), o Jintai (人退?) en forma abreviada, es una serie de novelas ligeras, manga y anime japonés escrito por Romeo Tanaka. Las novelas originalmente fueron ilustradas por Tōru Yamasaki en los primeros seis volúmenes, sin embargo Yamasaki fue remplazado por Sunaho Tobe en 2011. El primer volumen fue publicado en mayo de 2007, por la editorial Shogakukan; siete volúmenes han sido lanzados desde entonces, el último en julio de 2012. Tres adaptaciones al manga has sido llevadas a cabo y una serie animada, producida por AIC A.S.T.A. y dirigida por Seiji Kishi estuvo al aire en televisoras japonesas desde julio hasta septiembre de 2012. Sentai Filmworks ha licenciado la distribución de la serie en Norteamérica y Crunchyroll la publicó en ese país, Sudamérica, África y otros países. 

## Argumento
Jinrui wa Suitai Shimashita es una obra posapocalíptica, en donde la humanidad ha renunciado a su posición dominante en la tierra, al haber perdido su tecnología y al haberse reducido significativamente su población, siendo remplazados por hadas de 10 cm de altura, de aspecto débil y tierno, que oculta un costado psicótico, en donde se reflejan los errores de los hombres.
La obra hace una gran crítica a la vida actual, a la forma de vida de los humanos, al desperdicio de recursos naturales y a las posibles faltas de elementos básicos para la subsistencia en el futuro, entre otras cosas.

## Personajes
Watashi (わたし?)
Seiyū: Mai Nakahara
La protagonista y relatora de la obra. En la historia también es conocida como "La mediadora" (主人公 Shujinkō) y "Señorita Dulcita" (お菓子ちゃん Okashi-chan). Su papel es ser la mediadora oficial de la ONU, entre los humanos y las hadas. Su personalidad es de una persona cínica y fría, que piensa las cosas antes de decirlas y hace una constante crítica a la vida en sociedad, donde en más de un caso ha participado y ha tenido responsabilidad. Tiene una imagen muy sombría con respecto a la humanidad.
Abuelo/Sofu (祖父?)
Seiyū: Unshō Ishizuka
El abuelo de la protagonista. Es una persona de avanzada edad, que se dedica a realizar pequeños inventos y a coleccionar armas de fuego. Cuando él tenía 13 años, conoció a su nieta y una paradoja del tiempo fue creada. Tiene un carácter conservador, propio de la edad.
Asistente/Joshu-san (助手さん?)
Seiyū: Jun Fukuyama
Un joven que apenas habla y está a disposición de la protagonista tiempo completo. Tiene una apariencia pintoresca y su origen no está claro.
Las hadas/Yosei-san (妖精さん?)
Seiyūs: Yumiko Kobayashi, Sayaka Aoki, Akesaka Satomi, Sasaki Nozomi, Kanemoto Hisako y Satomi Arai
Aunque se les llama hadas debido a su apariencia, al parecer son el siguiente paso en la evolución humana, en otras palabras, la nueva raza dominante. Las hadas tienen sonrisas permanentes en sus rostros, a pesar de tener un panorama bastante deprimente en la vida. A pesar de su aspecto débil, poseen tecnología avanzada, aunque sus productos tienden a favorecer la cantidad sobre la calidad. Ellos a menudo piden dulces de la protagonista a cambio de su trabajo.
Y
Seiyū: Miyuki Sawashiro
Una antigua compañera de la escuela de la protagonista, de cuyo trabajo consiste en identificar los artefactos humanos de mayor resonancia, sin embargo malgasta su tiempo en publicaciones de Dōjinshi Yaoi. Tiene una gran capacidad para identificar a la gente.

## Medios

### Novelas ligeras
Jinrui wa Suitai Shimashita, en su origen, comenzó como una novela ligera escrita por Romeo Tanaka. El primer volumen fue publicado el 24 de mayo de 2007, por la editorial Shogakukan, más precisamente en la revista Bunko Gagaga. Al 18 de julio de 2012, siete volúmenes han sido publicados.  Las novelas también se publican en Taiwán por Prensa Sharp Point bajo el nombre "Después de que la Humanidad declinara" ( 人类衰退之后, Hanyu pinyin: Renlei Shuāituì zhī HOU.

### Manga
Una adaptación al manga, ilustrada por Rei Neyuki, fue publicada en marzo de 2010 en Shogakukan. Se anunció en mayo de 2010 que el manga iba a tener una pausa indeterminada, que lo llevó a la cancelación en última instancia. Otro manga, ilustrado por Takuya Mitomi y titulado "Jinrui wa Suitaishimashita: Nonbirishita Hokoku" (人類は衰退しましたのんびりした報告) fue publicada por entregas entre enero y julio de 2012. Un solo Tankōbon, publicado por Nonbirishita Hokoku, fue puesto en libertad el 30 de julio de 2012. Mitomi ilustra también el manga Yonkoma "Jinrui wa Suitaishimashita: Nonbirishita Hokoku 4-koma" (人類は衰退しましたのんびりした4コマ), que comenzó a serializarse en agosto de 2012. Otro manga, ilustrado por Terae Kichijo y titulada "Jinrui wa Suitaishimashita: Yosei, shimasu ka" (人類は衰退しましたようせい,しますか? ), comenzó la serialización en marzo de 2012, a través de Media Factory.

### Anime
Una adaptación al anime, producida por AIC A.S.T.A. y dirigida por Seiji Kishi,  se emitió en Japón entre el 2 de julio y el 17 de septiembre de 2012, que era también transmitida por Crunchyroll. El guion fue escrito por Makoto Uezu, el OST fue creado por Kō Ōtani y el jefe director de animación fue Kyūta Sakai, este último se basó en el diseño de los personajes dibujados por Sunaho Tobe. El tema de apertura es "Real World", cantado por Nano.RIPE y el ending es "Yume no Naka no Watashi no Yume" por Masumi Itō, más conocida como Hikaru Nanase. La serie tuvo gran éxito y muchos sociólogos y científicos han llegado al acuerdo de difundir con seriedad la serie, ya que "su contenido puede ayudar a la humanidad a avanzar".